# San Francisco de Laishi
San Francisco de Laishi est une ville de la province de Formosa, en Argentine, et le chef-lieu du département de Laishi.
Elle est située à 63 km au sud-ouest de Formosa, la capitale provinciale.
Son nom vient des franciscains qui colonisèrent la région (St François), alors que Laishi est le nom indigène.